# Les Charmes de l'existence
Pour plus de détails, voir Fiche technique et Distribution.
Les Charmes de l'existence est un court métrage français réalisé  par Jean Grémillon et Pierre Kast, sorti en 1950.

## Synopsis
Une vision de la société française de la fin du XIXe siècle à partir de l'évocation des salons de peinture de 1860 à 1910.

## Fiche technique
- Titre : Les Charmes de l'existence
- Réalisation : Jean Grémillon et Pierre Kast
- Commentaire : Jean Grémillon et Pierre Kast, dit par Jean Grémillon
- Photographie : Maurice Pecqueux
- Musique : sélection par Jean Grémillon
- Production : Les Films Saint-Germain-des-Prés
- Pays d'origine : France
- Format : Noir et blanc - 1.37 - Mono
- Genre : Documentaire
- Durée : 20 minutes
- Visa : 29650

## Récompenses et distinctions
- 1950 : Prix International du documentaire au Festival de Venise